# 帛度一
武仙座95，又名BD+21 3280，HD 164668、SAO 85647、HR 6729，是武仙座的一颗恒星，视星等为5.18，位于銀經47.5，銀緯20.29，其B1900.0坐标为赤經17h 57m 15.3s，赤緯+21° 20.29′ 45″。